# 絵鞆町
絵鞆町（えともちょう）は北海道室蘭市の地名。絵鞆町一丁目から四丁目の町がある。四丁目を除き住居表示実施済み。郵便番号は051-0035。かつて同名の字が存在した。

## 地理
室蘭市の南西部に位置し、東に祝津町、南に増市町と接し、西は内浦湾，北は室蘭港に面する。

### 海洋
- 内浦湾
- 室蘭港

## 地域の特徴
室蘭市の都市計画マスタープランでは蘭西地域に属する。
絵鞆半島の北西端である。南部は丘陵地で北部は埋め立て地、西の海岸は崖となっている。沖には大黒島、恵比須島がある。住宅地であり、町の東から北海道道844号祝津西小路中央線が入り、南東に折れた後、南東縁に沿って出ていく。一丁目に絵鞆町会館，絵鞆神社、二丁目にみたらの杜美術館、絵鞆岬展望台、四丁目に絵鞆漁港、むろらん温泉ゆらら、室蘭市B&G海洋センターがある。

## 歴史
1964年（昭和39年）海の見える丘陵を造成して公園化し、アイヌ民族慰霊碑を建立。その後造成地には高層市営住宅，海上保安部宿舎，開発局アパート，市職員住宅などが立ち並び、市街地へと変容した。1969年（昭和44年）絵鞆地区区画整理事業開始、丘陵を削り道路を整備して、500戸の造成地となった。1972年（昭和47年）絵鞆墓地が神代町霊園に移転。1974年（昭和49年）北外防波堤灯台が築設されたことにより、室蘭灯台（1891年（明治24年）大黒島灯台として設立）の灯は消えた。

### 地名の由来
アイヌ語の「エンルム」に由来し、語原は「エンルム」（岬），「エン・ルム」（突き出ている・頭）である。

### 沿革
- 1922年（大正11年）4月1日 - 字名改正により絵鞆村（大字）の一部が絵鞆町（字）となり、絵鞆村（大字）を廃止[5][7]。
- 1922年（大正11年）8月1日 - 市制施行により室蘭区絵鞆町（字）は室蘭市絵鞆町（字）となる[8]。
- 1966年（昭和41年）7月1日 - 絵鞆町新設[9]。
- 1974年（昭和49年）8月1日 - 絵鞆町一丁目 - 三丁目新設[10]。
- 1980年（昭和55年） - 絵鞆町四丁目新設[5]。

### 町名の変遷
| 実施内容          | 実施年月日               | 実施後       | 実施前                       |
| ----------------- | ------------------------ | ------------ | ---------------------------- |
| 字名改正          | 1922年（大正11年）4月1日 | 祝津町（字） | 絵鞆村（大字）の字、エトモ   |
| 町名新設          | 1966年（昭和41年）7月1日 | 絵鞆町       | 絵鞆町（字）の一部           |
| 町名新設 住居表示 | 1974年（昭和49年）8月1日 | 絵鞆町一丁目 | 絵鞆町，祝津町三丁目の各一部 |
| 町名新設 住居表示 | 1974年（昭和49年）8月1日 | 絵鞆町二丁目 | 絵鞆町の一部                 |
| 町名新設 住居表示 | 1974年（昭和49年）8月1日 | 絵鞆町三丁目 | 絵鞆町の一部                 |
| 町名新設          | 1980年（昭和55年）       | 絵鞆町四丁目 | 埋立地                       |

## 世帯数と人口
2023年（令和5年）12月31日現在（室蘭市発表）の世帯数と人口は以下の通りである。
| 町           | 世帯数    | 人口    |
| ------------ | --------- | ------- |
| 絵鞆町一丁目 | 253世帯   | 481人   |
| 絵鞆町二丁目 | 642世帯   | 1,166人 |
| 絵鞆町三丁目 | 255世帯   | 464人   |
| 絵鞆町四丁目 | -世帯     | -人     |
| 計           | 1,150世帯 | 2,111人 |

### 人口の変遷
国勢調査による人口の推移。
| 1995年（平成7年）  | 2,626人 | [ 12 ] |  |
| 2000年（平成12年） | 2,660人 | [ 13 ] |  |
| 2005年（平成17年） | 2,606人 | [ 14 ] |  |
| 2010年（平成22年） | 2,667人 | [ 15 ] |  |
| 2015年（平成27年） | 2,426人 | [ 16 ] |  |
| 2020年（令和2年）  | 2,258人 | [ 17 ] |  |

### 世帯数の変遷
国勢調査による世帯数の推移。
| 1995年（平成7年）  | 947世帯   | [ 12 ] |  |
| 2000年（平成12年） | 1,022世帯 | [ 13 ] |  |
| 2005年（平成17年） | 1,033世帯 | [ 14 ] |  |
| 2010年（平成22年） | 1,069世帯 | [ 15 ] |  |
| 2015年（平成27年） | 1,035世帯 | [ 16 ] |  |
| 2020年（令和2年）  | 1,007世帯 | [ 17 ] |  |

## 学区
市立小・中学校に通う場合、学区は以下の通りとなる。
| 町           | 街区 / 地番 | 小学校               | 中学校               |
| ------------ | ----------- | -------------------- | -------------------- |
| 絵鞆町一丁目 | 全域        | 室蘭市立みなと小学校 | 室蘭市立室蘭西中学校 |
| 絵鞆町二丁目 | 全域        | 室蘭市立みなと小学校 | 室蘭市立室蘭西中学校 |
| 絵鞆町三丁目 | 全域        | 室蘭市立みなと小学校 | 室蘭市立室蘭西中学校 |
| 絵鞆町四丁目 | 全域        | 室蘭市立みなと小学校 | 室蘭市立室蘭西中学校 |

## 交通

### バス
道南バスが路線バスを運行する。

### 道路
- 北海道道844号祝津西小路中央線

## 施設

### 役所・公的機関
- 室蘭市B&G海洋センター

### 公共施設
- 絵鞆町会館

### 文化施設
- みたらの杜美術館

### 寺社
- 絵鞆神社

### 公園
- 絵鞆2丁目公園
- 絵鞆2丁目2号公園
- 絵鞆3丁目公園

### その他
- アイヌ民族慰霊碑
- 絵鞆漁港
- 絵鞆岬展望台
- むろらん温泉ゆらら